# Tar (tambour)
Pour les articles homonymes, voir Tar.
Le tar, târ, tari, tara, tarra ou tchentchana est un instrument de percussion arabo-andalou. C'est un tambour sur cadre rencontré en Espagne, au Maghreb et au Moyen-Orient (Qatar, Bahreïn, Yémen), cousin du tambourin européen et du riqq arabe et sans doute l'ancêtre des pandeiro et pandero. 
On en retrouve des variétés en Afrique de l'Est (Soudan, Kenya, Ouganda, Zanzibar), dans l'Océan Indien (Comores, Maldives) et en Malaisie. Ce terme arabe désignant un objet rond ou un tambour sur cadre, a ainsi remplacé celui de daf ou duff, comme dans l'expression itâr al-duff (« rondeur du tambour sur cadre »). Le terme duff ayant un emploi plus générique et plus littéraire, on le confond parfois avec le tar quand il est de forme circulaire (et non angulaire), bien que ce dernier ait des cymbalettes en général.

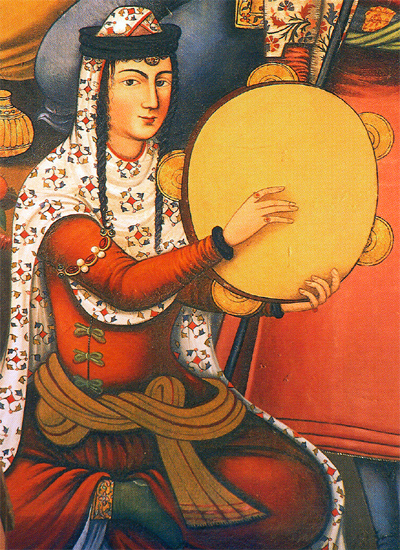
Tar

## Facture
D'un diamètre de 12 à 70 cm, il a un cadre plus étroit (7 cm) que le bendir et a cinq cymbalettes de métal à la place du timbre.

## Jeu
La petite version se joue debout (perpendiculairement au corps) pour accompagner la musique arabo-andalouse ; d'un usage très souple, il est toutefois moins complexe que le riqq.
La grande version accompagne les rituels des  confréries soufies et une version moyenne (30cm), la musique folklorique (associée aux cérémonies de la vie). En Égypte et au Moyen-Orient, on le tient debout (parallèlement au corps) et il accompagne les rites funéraires.
On en joue en solo, en duo ou en ensemble d'une dizaine d'instrument.

## Source et Lien externe
- (en) S. Sadie, The New Grove Dictionary of Musical Instruments, Macmillan, London, 1985.
- Marc Loopuyt, L'enseignement de la musique arabo-andalouse à Fès, in Cahiers de musiques traditionnelles Vol.1, 1988. pp. 39-45
- Tara
- Instruments de musique traditionnelle algériens